# Sacha Vanden Berghen
 (mars 2025).
Motif : Aucune source centrée. Carrière au niveau amateur et aucune sélection internationale
- Archive Wikiwix
- Bing
- Cairn
- DuckDuckGo
- E. Universalis
- Gallica
- Google
- G. Books
- G. News
- G. Scholar
- Persée
- Qwant
- (zh) Baidu
- (ru) Yandex
- (wd) trouver des œuvres sur Wikidata

| 1. | Préciser le motif de la pose du bandeau. | Précisez le motif de la pose du bandeau en utilisant la syntaxe suivante : {{admissibilité à vérifier\|date=mars 2025\|motif=remplacez ce texte par le motif}}                            |
| 2. | Informer les utilisateurs concernés.     | Pensez à avertir le créateur de l'article, par exemple, en insérant le code ci-dessous sur sa page de discussion : {{subst:avertissement admissibilité à vérifier\|Sacha Vanden Berghen}} |

 (janvier 2012).
Si vous disposez d'ouvrages ou d'articles de référence ou si vous connaissez des sites web de qualité traitant du thème abordé ici, merci de compléter l'article en donnant les références utiles à sa vérifiabilité et en les liant à la section « Notes et références ».

a Compétitions nationales et continentales officielles uniquement.

b Matchs officiels uniquement.
Dernière mise à jour le 9 janvier 2012.
Sacha Vanden Berghen, né le 31 mars 1985 à Saint-Josse-ten-Noode[réf. nécessaire], est un joueur de rugby à XV belge. Il évolue au poste de pilier ou talonneur au sein de l'effectif du BUC depuis 2012.

## Biographie
Il est initialement formé au Racing Jet Bruxelles où il commence le rugby à l'âge de six ans[réf. nécessaire]. En 2002, il suit son frère au RSCA-Rugby[réf. nécessaire]. À l'âge de 17 ans, il vit une expérience positive au Centre de Formation de la LBFR, sous la houlette de Fabian Renquin et de Philippe Ernst, qui lui donne l'envie de passer un palier supplémentaire[réf. nécessaire]. À partir de 2004, il est régulièrement appelé en équipe nationale des moins de 19 et 20 ans[réf. nécessaire] et participe participe à deux Championnats d'Europe FIRA-AER des moins de 20 ans en Roumanie et en Allemagne enregistrant des résultats positifs[réf. nécessaire]. Il est également convoqué à plusieurs matchs de l'équipe de la LBFR, équipe regroupant les meilleurs joueurs évoluant dans les clubs francophones belges, dont le point d'orgue sera un match contre son homologue lettonne à Riga en 2005[réf. nécessaire]. Il tente ensuite sa chance en France au Rugby Épernay Champagne d'abord et au RC Arras ensuite où il retrouve plusieurs de ses compatriotes et coéquipiers de l'équipe nationale des moins de 20 ans. Faisant partie du noyau élargi de équipe nationale à partir de 2007[réf. nécessaire], il prend part à trois matchs avec les Diables-Gris en 2008[réf. nécessaire]. Cette même année, il fait son retour dans le championnat de Belgique au Dendermondse Rugby Club alors qu'il s'était au préalable, engagé avec le club de l'Olympique marcquois rugby[réf. nécessaire].
Il entraîne depuis 2010 les sections des moins de 9 ans du Stade ucclois aussi appelé Smash Rugby Academy.

## Palmarès

### En club
- Vice-champion de Belgique juniors de 2e division en 2003 avec le RSCA-Rugby
- Vainqueur du Championnat de 2e division en 2003 avec le RSCA-Rugby
- Vainqueur de la Coupe de l'Effort en 2003 avec le RSCA-Rugby
- Vainqueur du Championnat de 2e division en 2005 avec le RSCA-Rugby
- Finaliste du Championnat de France de Fédérale 2 en 2008 avec le RC Arras
- Vice-champion de 2e division en 2011 avec le RSCA-Rugby
- Vice-champion de 2e division en 2015 avec le BUC Saint-Josse Rugby Club

### En sélection
- Diables-Gris (Belgique B)
  - 3 sélections en 2008: Sussex, British Army et Flandres-Françaises
  - 1 sélection en 2013: England Counties B
- Championnat d'Europe FIRA-AER des moins de 20 ans à Heidelberg en Allemagne
  - 3e place en 2005
- Championnat d'Europe FIRA-AER des moins de 20 ans à Constanța en Roumanie
  - 7e place en 2004